# Калець
Ка́лець — річка в Україні, права притока, впадає до Кальчика (Кальчицьке водосховище) (басейн Азовського моря). Довжина 21 км. Площа водозбірного басейну 211 км². Похил 3,9 м/км. Долина коритоподібна.
Живиться за рахунок атмосферних опадів. Льодостав нестійкий (з грудня до початку березня). Використовується на сільськогосподарські потреби.
Річка бере початок із Микільського лісу — степове лісонасадження, здійснене приазовськими німцями-менонітами у 80-х рр. XIX ст. Протікає через Микільське. Тече територією Маріупольського району Донецької області. Впадає до Кальчицького водосховища за Перемогою, не доходячи Шевченко. Споруджено ставки.

## Притоки
- Безіменна, Балка Кунжи (ліві).